# Major League Baseball 2001
La stagione 2001 della Major League Baseball si è aperta il 1º aprile con l'incontro disputato a San Juan in Porto Rico tra i Toronto Blue Jays e i Texas Rangers concluso 8-1.
L'All-Star Game si è giocato il 10 luglio al Safeco Field di Seattle ed è stato vinto dalla selezione dell'American League per 4-1.
Le World Series si sono svolte tra il 27 ottobre e il 4 novembre, si sono concluse con la vittoria degli Arizona Diamondbacks che si sono imposti per 4 partite a 3 sui New York Yankees.
Durante la stagione sono stati raggiunti due importanti record: Barry Bonds ha stabilito il nuovo record di fuoricampo battuti in una singola stagione (73) superando il primato di Mark McGwire del 1998 (70); i Seattle Mariners con le loro 116 vittorie durante la stagione regolare hanno eguagliato il record per il maggior numero di successi stabilito dai Chicago Cubs nel 1906 anche se la squadra dell'Illinois raggiunse il primato disputando in tutto 152 partite (.763) contro le 162 gare (.716) giocate dalla squadra di Seattle.
Alla fine della stagione regolare, il pubblico totale è stato di 72 530 213 spettatori, con una media di 30 058 spettatori a partita.

## Regular Season

### American League

#### East Division
| # | Squadra              | Vittorie | Sconfitte | Perc. | Diff. |
| - | -------------------- | -------- | --------- | ----- | ----- |
| 1 | New York Yankees     | 95       | 65        | .594  | —     |
| 2 | Boston Red Sox       | 82       | 79        | .509  | 13.5  |
| 3 | Toronto Blue Jays    | 80       | 82        | .494  | 16.0  |
| 4 | Baltimore Orioles    | 63       | 98        | .391  | 32.5  |
| 5 | Tampa Bay Devil Rays | 62       | 100       | .383  | 34.0  |

#### Central Division
| # | Squadra            | Vittorie | Sconfitte | Perc. | Diff. |
| - | ------------------ | -------- | --------- | ----- | ----- |
| 1 | Cleveland Indians  | 91       | 71        | .562  | —     |
| 2 | Minnesota Twins    | 85       | 77        | .525  | 6.0   |
| 3 | Chicago White Sox  | 83       | 79        | .512  | 8.0   |
| 4 | Detroit Tigers     | 66       | 96        | .407  | 25.0  |
| 5 | Kansas City Royals | 65       | 97        | .401  | 26.0  |

#### West Division
| # | Squadra           | Vittorie | Sconfitte | Perc. | Diff. |
| - | ----------------- | -------- | --------- | ----- | ----- |
| 1 | Seattle Mariners  | 116      | 46        | .716  | —     |
| 2 | Oakland Athletics | 102      | 60        | .630  | 14.0  |
| 3 | Anaheim Angels    | 75       | 87        | .463  | 41.0  |
| 4 | Texas Rangers     | 73       | 89        | .451  | 43.0  |

|  | Vincitore Division |
|  | Wild Card          |

### National League

#### East Division
| # | Squadra               | Vittorie | Sconfitte | Perc. | Diff. |
| - | --------------------- | -------- | --------- | ----- | ----- |
| 1 | Atlanta Braves        | 88       | 74        | .543  | —     |
| 2 | Philadelphia Phillies | 86       | 76        | .531  | 2.0   |
| 3 | New York Mets         | 82       | 80        | .506  | 6.0   |
| 4 | Florida Marlins       | 76       | 86        | .469  | 12.0  |
| 5 | Montreal Expos        | 68       | 94        | .420  | 20.0  |

#### Central Division
| # | Squadra             | Vittorie | Sconfitte | Perc. | Diff. |
| - | ------------------- | -------- | --------- | ----- | ----- |
| 1 | Houston Astros      | 93       | 69        | .574  | —     |
| 2 | St. Louis Cardinals | 93       | 69        | .574  | —     |
| 3 | Chicago Cubs        | 88       | 74        | .543  | 5.0   |
| 4 | Milwaukee Brewers   | 68       | 94        | .420  | 25.0  |
| 5 | Cincinnati Reds     | 66       | 96        | .407  | 27.0  |
| 6 | Pittsburgh Pirates  | 62       | 100       | .383  | 31.0  |

#### West Division
| # | Squadra              | Vittorie | Sconfitte | Perc. | Diff. |
| - | -------------------- | -------- | --------- | ----- | ----- |
| 1 | Arizona Diamondbacks | 92       | 70        | .568  | —     |
| 2 | San Francisco Giants | 90       | 72        | .556  | 2.0   |
| 3 | Los Angeles Dodgers  | 86       | 76        | .531  | 6.0   |
| 4 | San Diego Padres     | 79       | 83        | .488  | 13.0  |
| 5 | Colorado Rockies     | 73       | 89        | .451  | 19.0  |

|  | Vincitore Division |
|  | Wild Card          |

### Record Individuali

#### American League[6][7]
| Stat. | Giocatore           | Squadra          | Totale |
| ----- | ------------------- | ---------------- | ------ |
| AVG   | Ichirō Suzuki       | Seattle Mariners | .350   |
| HR    | Alexander Rodriguez | Texas Rangers    | 52     |
| RBI   | Bret Boone          | Seattle Mariners | 141    |
| R     | Alexander Rodriguez | Texas Rangers    | 133    |
| H     | Ichirō Suzuki       | Seattle Mariners | 242    |
| SB    | Ichirō Suzuki       | Seattle Mariners | 56     |

| Stat. | Giocatore      | Squadra           | Totale |
| ----- | -------------- | ----------------- | ------ |
| W     | Mark Mulder    | Oakland Athletics | 21     |
| L     | José Mercedes  | Baltimore Orioles | 17     |
| ERA   | Freddy Garcia  | Seattle Mariners  | 3.05   |
| K     | Hideo Nomo     | Boston Red Sox    | 220    |
| IP    | Freddy Garcia  | Seattle Mariners  | 238 ⅔  |
| SV    | Mariano Rivera | New York Yankees  | 50     |

#### National League[8][9]
| Stat. | Giocatore     | Squadra               | Totale |
| ----- | ------------- | --------------------- | ------ |
| AVG   | Larry Walker  | Colorado Rockies      | .350   |
| HR    | Barry Bonds   | San Francisco Giants  | 73     |
| RBI   | Sammy Sosa    | Chicago Cubs          | 160    |
| R     | Sammy Sosa    | Chicago Cubs          | 146    |
| H     | Rich Aurilia  | San Francisco Giants  | 206    |
| SB    | Juan Pierre   | Colorado Rockies      | 46     |
| SB    | Jimmy Rollins | Philadelphia Phillies | 46     |

| Stat. | Giocatore      | Squadra              | Totale |
| ----- | -------------- | -------------------- | ------ |
| W     | Curt Schilling | Arizona Diamondbacks | 22     |
| W     | Matt Morris    | St. Louis Cardinals  | 22     |
| L     | Bobby Jones    | San Diego Padres     | 19     |
| ERA   | Randy Johnson  | Arizona Diamondbacks | 2.49   |
| K     | Randy Johnson  | Arizona Diamondbacks | 372    |
| IP    | Curt Schilling | Arizona Diamondbacks | 256 ⅔  |
| SV    | Robb Nen       | San Francisco Giants | 45     |

## Post Season
|  | Division Series | Division Series    | Division Series  |                 |                  | League Championship Series | League Championship Series | League Championship Series |  |  | World Series | World Series     | World Series |
|  |                 |                    |                  |                 |                  |                            |                            |                            |  |  |              |                  |              |
|  | 1               | Seattle Mariners   | 3                |                 |                  |                            |                            |                            |  |  |              |                  |              |
|  | 3               | Cleveland Indians  | 2                |                 |                  |                            |                            |                            |  |  |              |                  |              |
|  | 3               | Cleveland Indians  | 2                |                 | 1                | Seattle Mariners           | 1                          |                            |  |  |              |                  |              |
|  |                 |                    |                  |                 | 1                | Seattle Mariners           | 1                          |                            |  |  |              |                  |              |
|  |                 | 2                  | New York Yankees | 4               |                  |                            |                            |                            |  |  |              |                  |              |
|  | 2               | 2                  | New York Yankees | 4               | New York Yankees | 3                          |                            |                            |  |  |              |                  |              |
|  | 2               |                    |                  |                 | New York Yankees | 3                          |                            |                            |  |  |              |                  |              |
|  | 4               | Oakland Athletics  | 2                |                 |                  |                            |                            |                            |  |  |              |                  |              |
|  |                 |                    |                  |                 |                  |                            |                            |                            |  |  | AL           | New York Yankees | 3            |
|  |                 |                    | NL               | Arizona D-backs | 4                |                            |                            |                            |  |  |              |                  |              |
|  | 1               | Houston Astros     | 0                |                 |                  |                            |                            |                            |  |  |              |                  |              |
|  | 3               | Atlanta Braves     | 3                |                 |                  |                            |                            |                            |  |  |              |                  |              |
|  | 3               | Atlanta Braves     | 3                |                 | 3                | Atlanta Braves             | 1                          |                            |  |  |              |                  |              |
|  |                 |                    |                  |                 | 3                | Atlanta Braves             | 1                          |                            |  |  |              |                  |              |
|  |                 | 2                  | Arizona D-backs  | 4               |                  |                            |                            |                            |  |  |              |                  |              |
|  | 2               | 2                  | Arizona D-backs  | 4               | Arizona D-backs  | 3                          |                            |                            |  |  |              |                  |              |
|  | 2               |                    |                  |                 | Arizona D-backs  | 3                          |                            |                            |  |  |              |                  |              |
|  | 4               | St.Louis Cardinals | 2                |                 |                  |                            |                            |                            |  |  |              |                  |              |

### Division Series
American League
| Data                                  | Squadra di casa   | Squadra ospite    | Ris. |
| ------------------------------------- | ----------------- | ----------------- | ---- |
| 09/10                                 | Seattle Mariners  | Cleveland Indians | 0-5  |
| 11/10                                 | Seattle Mariners  | Cleveland Indians | 5-1  |
| 13/10                                 | Cleveland Indians | Seattle Mariners  | 17-2 |
| 14/10                                 | Cleveland Indians | Seattle Mariners  | 2-6  |
| 15/10                                 | Seattle Mariners  | Cleveland Indians | 3-1  |
| Seattle Mariners vincono la serie 3-2 |                   |                   |      |

| Data                                  | Squadra di casa   | Squadra ospite    | Ris. |
| ------------------------------------- | ----------------- | ----------------- | ---- |
| 10/10                                 | New York Yankees  | Oakland Athletics | 3-5  |
| 11/10                                 | New York Yankees  | Oakland Athletics | 0-2  |
| 13/10                                 | Oakland Athletics | New York Yankees  | 0-1  |
| 14/10                                 | Oakland Athletics | New York Yankees  | 2-9  |
| 15/10                                 | New York Yankees  | Oakland Athletics | 5-3  |
| New York Yankees vincono la serie 3-2 |                   |                   |      |

National League
| Data                                | Squadra di casa | Squadra ospite | Ris. |
| ----------------------------------- | --------------- | -------------- | ---- |
| 09/10                               | Houston Astros  | Atlanta Braves | 4-7  |
| 10/10                               | Houston Astros  | Atlanta Braves | 0-1  |
| 12/10                               | Atlanta Braves  | Houston Astros | 6-2  |
| Atlanta Braves vincono la serie 3-0 |                 |                |      |

| Data                                      | Squadra di casa      | Squadra ospite       | Ris. |
| ----------------------------------------- | -------------------- | -------------------- | ---- |
| 09/10                                     | Arizona Diamondbacks | St. Louis Cardinals  | 1-0  |
| 10/10                                     | Arizona Diamondbacks | St. Louis Cardinals  | 1-4  |
| 12/10                                     | St. Louis Cardinals  | Arizona Diamondbacks | 3-5  |
| 13/10                                     | St. Louis Cardinals  | Arizona Diamondbacks | 4-1  |
| 14/10                                     | Arizona Diamondbacks | St. Louis Cardinals  | 2-1  |
| Arizona Diamondbacks vincono la serie 3-2 |                      |                      |      |

### League Championship Series
American League
| Data                                  | Squadra di casa  | Squadra ospite   | Ris. |
| ------------------------------------- | ---------------- | ---------------- | ---- |
| 17/10                                 | Seattle Mariners | New York Yankees | 2-4  |
| 18/10                                 | Seattle Mariners | New York Yankees | 2-3  |
| 20/10                                 | New York Yankees | Seattle Mariners | 3-14 |
| 21/10                                 | New York Yankees | Seattle Mariners | 3-1  |
| 22/10                                 | New York Yankees | Seattle Mariners | 12-3 |
| New York Yankees vincono la serie 4-1 |                  |                  |      |

National League
| Data                                      | Squadra di casa      | Squadra ospite       | Ris. |
| ----------------------------------------- | -------------------- | -------------------- | ---- |
| 16/10                                     | Arizona Diamondbacks | Atlanta Braves       | 2-0  |
| 17/10                                     | Arizona Diamondbacks | Atlanta Braves       | 1-8  |
| 19/10                                     | Atlanta Braves       | Arizona Diamondbacks | 1-5  |
| 20/10                                     | Atlanta Braves       | Arizona Diamondbacks | 4-11 |
| 21/10                                     | Atlanta Braves       | Arizona Diamondbacks | 2-3  |
| Arizona Diamondbacks vincono la serie 4-1 |                      |                      |      |

### World Series
| Data                                      | Squadra di casa      | Squadra ospite       | Ris. |
| ----------------------------------------- | -------------------- | -------------------- | ---- |
| 27/10                                     | Arizona Diamondbacks | New York Yankees     | 9-1  |
| 28/10                                     | Arizona Diamondbacks | New York Yankees     | 4-0  |
| 30/10                                     | New York Yankees     | Arizona Diamondbacks | 2-1  |
| 31/10                                     | New York Yankees     | Arizona Diamondbacks | 4-3  |
| 01/11                                     | New York Yankees     | Arizona Diamondbacks | 3-2  |
| 03/11                                     | Arizona Diamondbacks | New York Yankees     | 15-2 |
| 04/11                                     | Arizona Diamondbacks | New York Yankees     | 3-2  |
| Arizona Diamondbacks vincono la serie 4-3 |                      |                      |      |

## Premi
Miglior giocatore della Stagione
|    | Giocatore     | Squadra              |
| -- | ------------- | -------------------- |
| AL | Ichirō Suzuki | Seattle Mariners     |
| NL | Barry Bonds   | San Francisco Giants |

Rookie dell'anno
|    | Giocatore     | Squadra             |
| -- | ------------- | ------------------- |
| AL | Ichirō Suzuki | Seattle Mariners    |
| NL | Albert Pujols | St. Louis Cardinals |

Miglior giocatore delle World Series
| Giocatore                    | Squadra              |
| ---------------------------- | -------------------- |
| Randy Johnson Curt Schilling | Arizona Diamondbacks |